# ホセ・レグラ
ホセ・レグラ・ウトリア（Jose Legra Utría、1943年4月19日 - ）は、キューバ出身の元プロボクサー。ハバナ出身。元WBC世界フェザー級王者。

## 略歴
貧しい靴磨きだったが、キューバ革命に伴いマイアミを経てスペインへ移住。キューバ時代の戦績が不明であるが、判明している記録だけで見ても、1964年から1968年までの4年間で81戦し、55連勝を含む78勝1敗2引分けという驚異的なレコードを残している。
1968年7月24日、ハワード・ウィンストンを5回KOに破りWBC世界フェザー級王座を獲得。翌1969年1月21日の初防衛戦でジョニー・ファメションに判定負け、タイトルを失うが、それから約4年後の1972年12月16日、強打の王者クレメンテ・サンチェスに挑戦、13度もダウンさせる勝利でWBC王座に返り咲いた。
1973年5月5日、初防衛戦で甦った“黄金のバンタム”エデル・ジョフレと対戦し、判定負けでタイトルを失う。
1973年11月27日、ニカラグア・マサヤで無名の新人との再起第２戦。しかし、初回に豪快に倒されKO負け。この試合を最後に引退したが、レグラに引導を渡し世界ランクを奪い取ったこの無名の新人は、後に「リングの貴公子」と呼ばれフェザー級・スーパーフェザー級最強と言われる若き日のアレクシス・アルゲリョであった。

## 通算戦績
151戦135勝（49KO）12敗4引分け（判明分のみ）